# Annette von Eckardt

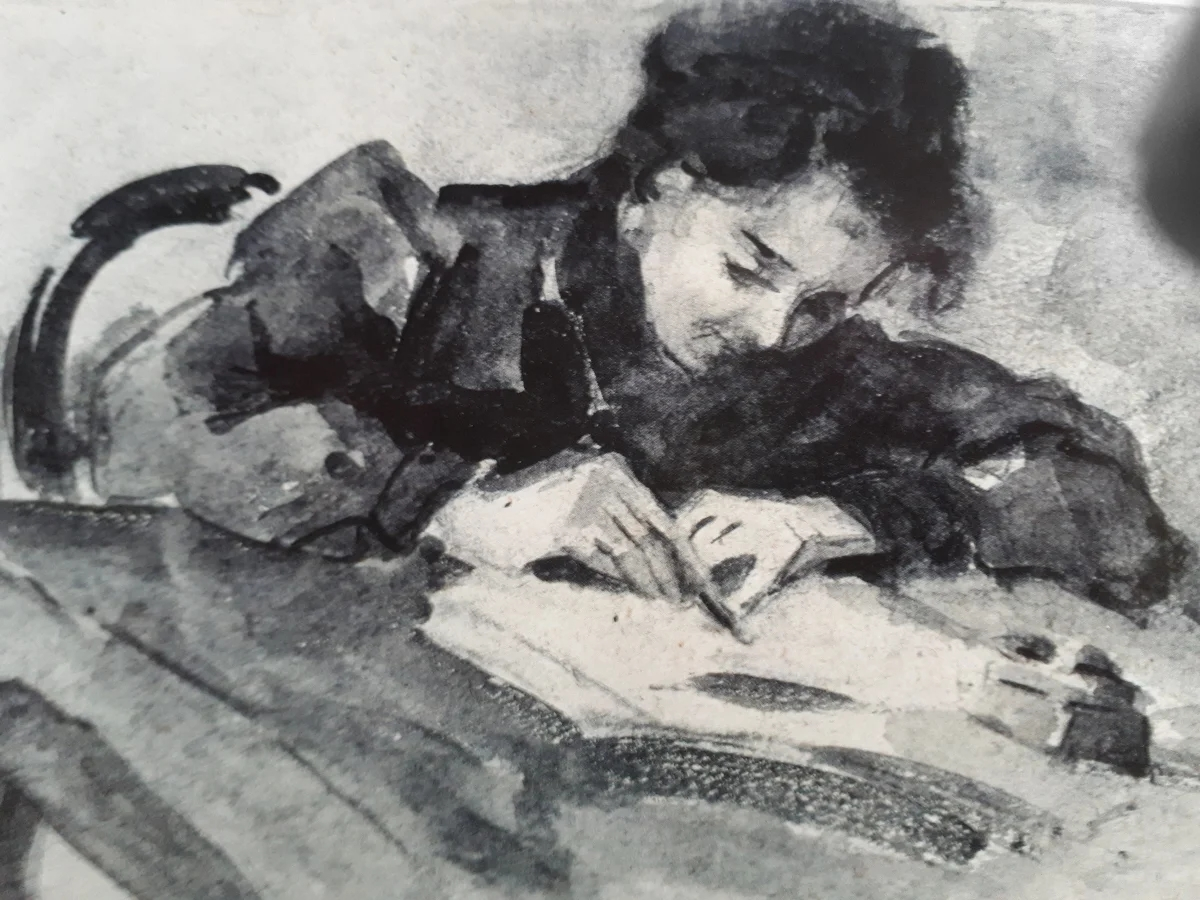
Annette am Schreibtisch, Tuschezeichnung von Franz Marc (1904)

Eleonore Ursula Wilhelmine Anna Annette von Eckardt, verheiratete/geschiedene Simon (* 14. September 1871 in Hamburg; † 25. Juni 1934 in München), war eine deutsche Malerin, Restauratorin, Kopistin, Textilkünstlerin, Kunstschriftstellerin und Antiquitätenhändlerin.

## Leben

### Familie und Ausbildung
Annette von Eckardt war eine Tochter des Journalisten, Publizisten und Diplomaten Julius von Eckardt und dessen Ehefrau Isabella Eckardt, geb. David (1837–1903), Tochter des Violinvirtuosen Ferdinand David. Sie wuchs unter anderem in Tunis, Marseille und Stockholm auf. Ihre künstlerische Ausbildung erhielt sie an der Kunsthochschule Marseille und der Damenakademie München. 1897 heiratete sie den Indologen Richard Nathan Simon, der an der Universität München lehrte. Aus der Ehe gingen zwei Töchter hervor, darunter die Sprachwissenschaftlerin Helene Homeyer. 1913 kam es zur Scheidung und Annette von Eckardt nahm wieder ihren Mädchennamen an.

### Beziehung zu Franz Marc
Annette Simon kannte den Maler Franz Marc, beide Familien wohnten 1899 in der Pasinger Villenkolonie nicht weit voneinander entfernt und sein Bruder Paul Marc war ein Student ihres Mannes. Zwischen ihnen entwickelte sich eine Liebesbeziehung, die 1904 ihren Höhepunkt fand, als Franz Marc sich vor seiner Familie zu ihr bekannte und sie für ihn ein Atelier anmietete, das ihnen auch als Treffpunkt diente. Den Sommerurlaub verbrachten sie gemeinsam in Tirol. Annette Simon wirkte zudem als Förderin von Marc und unterstützte ihn bei seinen Bemühungen, mit dem Handel von Antiquitäten, Drucken und Büchern Geld zu verdienen. Ihre Affäre dauerte noch bis mindestens 1907 an, 1905 begann Marc jedoch weitere Beziehungen mit seinen zukünftigen Ehefrauen Marie Schnür und Maria Franck, welche letztlich Annette Simon als Geliebte verdrängte. Danach blieb sie bis zu seinem frühen Tod freundschaftlich mit ihm verbunden. Sie besaß einige wenige Werke Marcs, von denen sie das bedeutendste, Rote Rehe II, den Bayerischen Staatsgemäldesammlungen schenkte.

### Wirken als Restauratorin, bildende Künstlerin und Kopistin

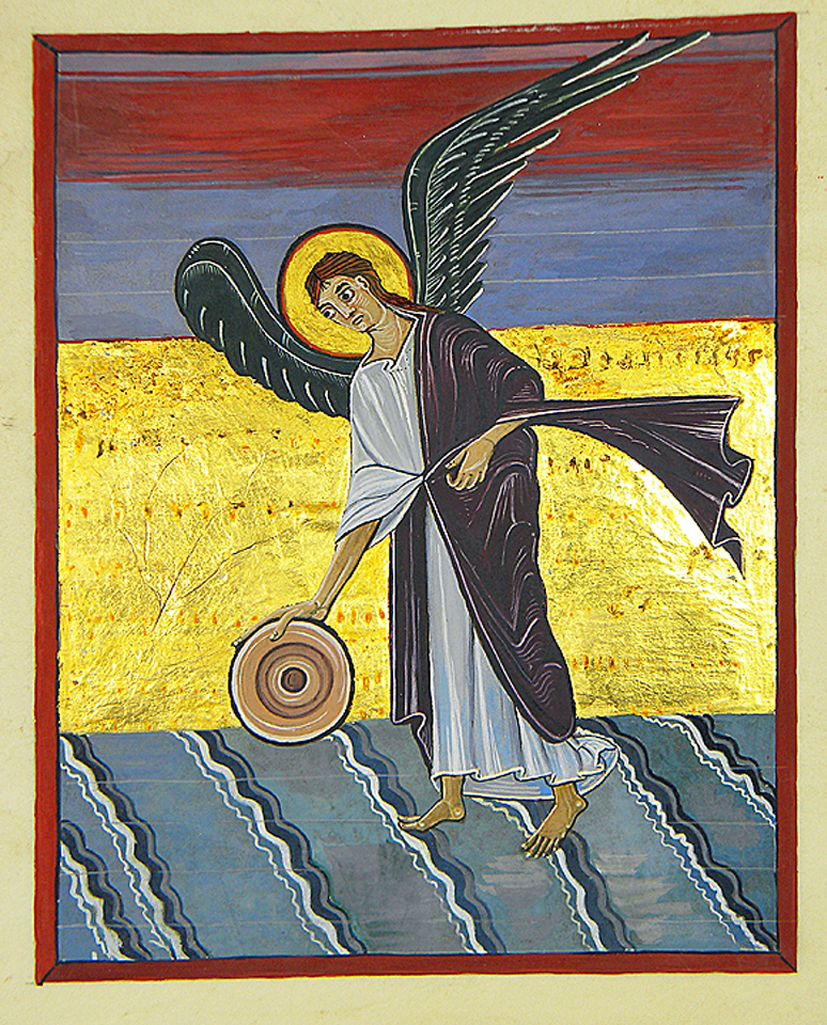
Von Annette von Eckardt koloriertes Motiv aus der Bamberger Apokalypse

Annette von Eckardt führte in München eine eigene Werkstatt, in der sie unter anderem antike Bildwerke, Majoliken, Emailarbeiten und Textilien restaurierte. Viele ihrer Aufträge kamen von staatlichen Museen, so beauftragte das Germanische Nationalmuseum sie 1924/1926 mit der Restauration und Reinigung dreier Teppiche. Sie fertigte auch Kopien von Gemälden, antiken Wandmalereien und Handschriften an. Unter anderem kopierte sie pompejanische Fresken in Originalgröße für die Preußischen Staatssammlungen in Kassel. Außerdem beschäftigte sie sich in ihrer Werkstatt mit Stickereien und Webarbeiten. Bei der Ausstellung München 1908 präsentierte sie einen Pfauen-Wandbehang sowie Gold- und Seidespitzen nach Entwürfen von Max Pfeiffer. Als Malerin schuf sie Porträts in Pastell, Landschaften in Aquarell und Miniaturen. 1904 wurde sie in München mit einer Silber-Medaille ausgezeichnet.

### Publikationen, Tod und Nachlass
Annette von Eckardt wirkte an einigen Publikationen mit. So schrieb sie die Texte für eine 1908 erschienene Broschüre mit Webmustern für den Plessmannschen Handwebstuhl, zu der Franz Marc stilisierte Tier-Darstellungen beisteuerte. Nach Marcs Tod veröffentlichte sie 1917 den Band Stella Peregrina mit handkolorierten Faksimile-Nachbildungen von 18 seiner Originalillustrationen zu verschiedenen Gedichten. Sie publizierte mehrteilige Spitzweg- und Schwind-Mappen (1919/1920), die von ihr aquarellierte Nachbildungen einiger Werke von Carl Spitzweg bzw. Moritz von Schwind enthielten. 1922 erschien eine von ihr faksimilierte Handschrift des Wessobrunner Gebets, weiterhin Faksimiles der Jerusalemer Chronik (1928) und der Bamberger Apokalypse (um 1930). Zu Otto von Falkes Publikation Die Majolikasammlung Alfred Pringsheim in München (1914, 1923) steuerte sie 328 Farbenbilder bei.
Annette von Eckardt starb 1934 im Alter von 62 Jahren in München. Ein Porträtmedaillon mit ihrem Abbild (von ihr farbig übermalte Fotokeramik in Goldrahmen, 1918) befindet sich in der Pinakothek der Moderne.